# Пейзаж с изображением мифа о Латоне и ликийских крестьянах
«Пейзаж с изображением мифа о Латоне и ликийских крестьянах» — картина нидерландского художника Гиллиса ван Конинкслоо из собрания Государственного Эрмитажа.
Картина иллюстрирует миф, описанный множеством античных авторов: Зевс овладел Латоной (Лето) и она была вынуждена бежать от гнева Геры на остров Дилос, где родила Артемиду и Аполлона. Гера пустила по её следу змея Пифона, и Латона, преследуемая Пифоном, пришла в Ликию. Остановившись у лесного озера, она хотела попить воды, однако местные крестьяне попытались её прогнать. За это Латона (по другому варианту мифа — Юпитер) превратила их в лягушек. Художник ошибочно изобразил Латону с двумя мальчиками, тогда как один из её детей — Артемида — должна быть изображена девочкой.
Картина написана масляными красками на холсте, причём холст был сшит из двух кусков, шов заметен и с лицевой стороны, проходит вертикально в 81,5 см от правого края.
По мнению Н. Н. Никулина, мифологический сюжет играет в картине второстепенную роль. Основное внимание художника сосредоточено на крайне детальной проработке элементов пейзажа и сложных эффектов освещения чащобы.
Ранняя история картины неизвестна. Первые сведения о ней относятся к 1894 году, когда она была выставлена в Мюнхене на распродаже собрания М. Шуберта. Там она была приобретена для Эрмитажа за 3000 марок. Картина выставляется в зале 258 здания Малого Эрмитажа.
В каталоге мюнхенской распродажи, составленном П. Хофстеде де Гроотом, в качестве автора был назван Гиллис ван Конинкслоо и под этим именем картина значилась в эрмитажных описях и каталогах вплоть до 1981 года. Первые сомнения в авторстве Конинкслоо возникли в 1964 году: бельгийский искусствовед Вилли Лаурейссенс, систематизировавший совместное творчество Х. Х. де Клерка и Д. ван Альслота, высказался в пользу того, что эрмитажная картина является работой этих художников — один из них написал пейзаж, а второй фигуры. Н. Н. Никулин в своём обзоре ранненидерландского искусства, опубликованном в 1987 году, признаёт доводы Лаурейссенса и также называет авторами картины де Клерка и ван Альслота. Однако в составленном им эрмитажном каталоге 1989 года он отмечает, что Лаурейссенс не видел картины и судил о ней только по некачественной репродукции из распродажного каталога 1894 года; он даже не знал, что картина была продана в Эрмитаж. Далее Никулин, признавая стилистическое сходство эрмитажной картины с известными подписными работам ван Альслота и де Клерка, тем не менее оставляет предположительное авторство эрмитажного полотна за Конинкслоо, мотивируя это тем, что Конинкслоо оказал значительное влияние на Д. ван Альслота и неоднократно работал вместе с Х. де Клерком, который также многому научился у старшего товарища. Он датирует картину около 1607—1615 годов.